# Leon Goldensohn
Leon Nathaniel Goldensohn (19 oktober 1911 – 24 oktober 1961) was een Amerikaanse psychiater.
Goldensohns ouders waren Joden die vanuit Litouwen naar de Verenigde Staten waren geëmigreerd. In 1943 nam hij dienst in het Amerikaanse leger en werd spoedig uitgezonden naar Frankrijk en Duitsland. Goldensohn kwam begin januari 1946 in Neurenberg aan, ongeveer zes weken na aanvang van de Neurenberger Processen en verbleef er tot juli van dat jaar. Hij was aldaar belast met de zorg voor de geestelijke gezondheid van de 21 nazikopstukken die waren aangeklaagd. In dat kader nam hij officiële interviews van de gedaagden af, waarvan hij nauwgezette aantekeningen maakten. Een deel van de vraaggesprekken vond (gedeeltelijk) rechtstreeks in het Engels plaats, bijvoorbeeld met de naziminister van buitenlandse zaken Joachim von Ribbentrop, die deze taal goed machtig was (hij was ambassadeur voor nazi-Duitsland in het Verenigd Koninkrijk geweest). Ook interviewde Goldensohn diverse getuigen, waarvan sommigen nazifunctionarissen waren.
Alhoewel Goldensohn zelf Joods was, bleef hij tijdens de vraaggesprekken over het algemeen rustig, slechts enkele keren voer hij tegen de nazistische geïnterviewden uit. Dezen gaven meestal de indruk normale mensen te zijn met een gewoon gezinsleven.
Na zijn diensttijd begon hij een psychiatrische praktijk. Leon Goldensohn kreeg op latere leeftijd tuberculose en moest twee jaar naar een sanatorium om te herstellen. Amper vijftig jaar oud overleed hij.

## Werk
- The Nuremberg interviews: conversations with the defendants and witnesses, vertaald als Neurenberg-gesprekken: Nazi's en hun psychiater Leon Goldensohn, druk 2006, 511 p., Pockethuis - Amsterdam, ISBN 90-461-3088-6